# Кильчичаков, Михаил Еремеевич
Михаил Еремеевич Кильчича́ков (21 ноября 1919, Верхняя Тёя, Енисейская губерния — 23 августа 1990) — хакасский поэт и драматург. Заслуженный деятель искусств РСФСР (1987).

## Биография
Михаил Кильчичаков родился 21 ноября 1919 года в аале Верхняя Тёя (ныне Аскизский район Хакасии). С 1936 года работал в Хакасском драматическом театре.
Участвовал в Великой Отечественной войне.
В 1942 году после тяжёлого ранения был демобилизован. Работал главным режиссёром областного комитета по телевидению и радиовещанию, возглавлял Хакасское отделения Красноярского книжного издательства, заведовал литературной частью Хакасского областного драматического театра. В 1953 году окончил Литературный институт имени А. М. Горького. В 1974 году возглавил писательскую организацию Хакасской АО.
Кильчичаков дебютировал в драматургии в 1947 году, когда появилась его пьеса «Сомнение». Ему принадлежат драма «Всходы» о коллективизации, комедия «Медвежий лог» о жизни хакасского села, драма «Отчего желтеют листья» о передовиках производства. Помимо драматургических произведений Кильчичаковым было написано несколько сборников стихов на хакасском и русском языках.

## Награды
- орден Отечественной войны I степени (11.03.1985)
- орден Дружбы народов (20.11.1979)
- орден «Знак Почёта» (28.11.1969)
- медаль «За отвагу» (06.11.1947)
- другие медали
- Заслуженный деятель искусств РСФСР (26.10.1987)